# Cribrarula cribraria
Cribrarula cribraria é uma espécie de caracol marinho, um búzio, um molusco gastrópode marinho da família Cypraeidae, os búzios.

## Descrição

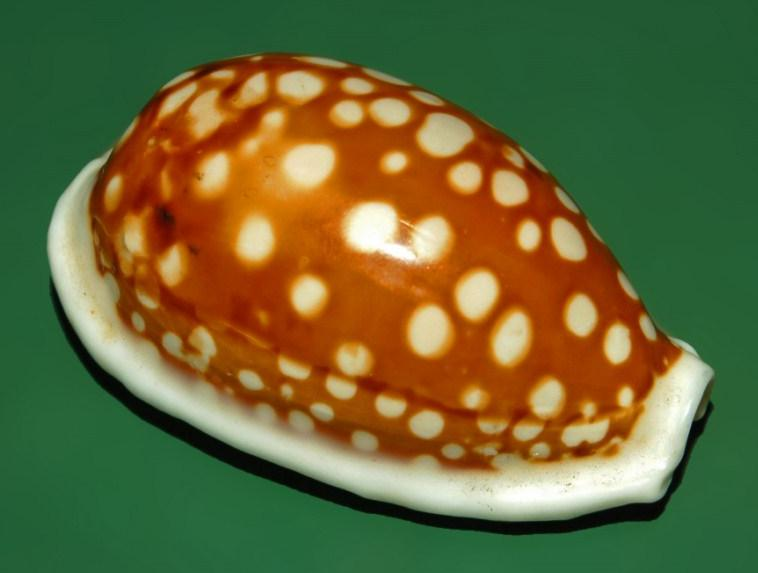
Concha de Cribrarula cribraria, vista dorsal

O manto deste búzio é translúcido vermelho alaranjado brilhante. Cribrarula cribraria é um dos búzios mais reconhecíveis. As conchas atingem 10–35 milímetros (0,39–1,4 pol) de comprimento. Essas conchas são lisas, sua coloração básica é marrom pálido ou castanho, com várias manchas brancas circulares. As bordas da concha são brancas, assim como a base plana.

## Distribuição
Esta espécie e suas subespécies são distribuídas no Mar Vermelho e no Oceano Índico ao longo de Aldabra, Chagos, Comores, Quênia, Madagascar, Moçambique, Seychelles e Tanzânia.

## Habitat
Esta espécie pode ser encontrada em águas entre marés e águas rasas a 5–25 metros (16–82 pé) de profundidade, principalmente sob os escombros de coral e rochas. Eles se alimentam principalmente à noite com esponjas incrustantes.

## Subespécies
As seguintes subespécies são reconhecidas:
- Cribrarula cribraria australiensis (Lorenz, 2002)
- Cribrarula cribraria comma (Perry, 1811)
- Cribrarula cribraria cribraria (Linnaeus, 1758)